# アオサンジャク
アオサンジャク (学名：Cyanocorax caeruleus)は、スズメ目カラス科に分類される鳥類の一種。